# هلنا وست هلنا (آرکانزاس)
هلنا وست هلنا (آرکانزاس) (به انگلیسی: Helena-West Helena, Arkansas) یک شهر در ایالات متحده آمریکا با جمعیت ۱۲٬۲۸۲ نفر است که در آرکانزاس واقع شده‌است.